# Cromorno

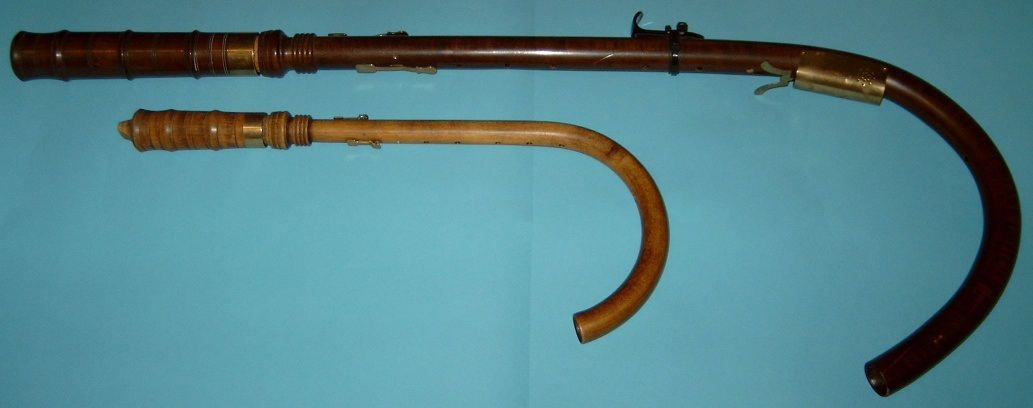
Cromornos modernos: Bajo en Fa, Alto en Fa.

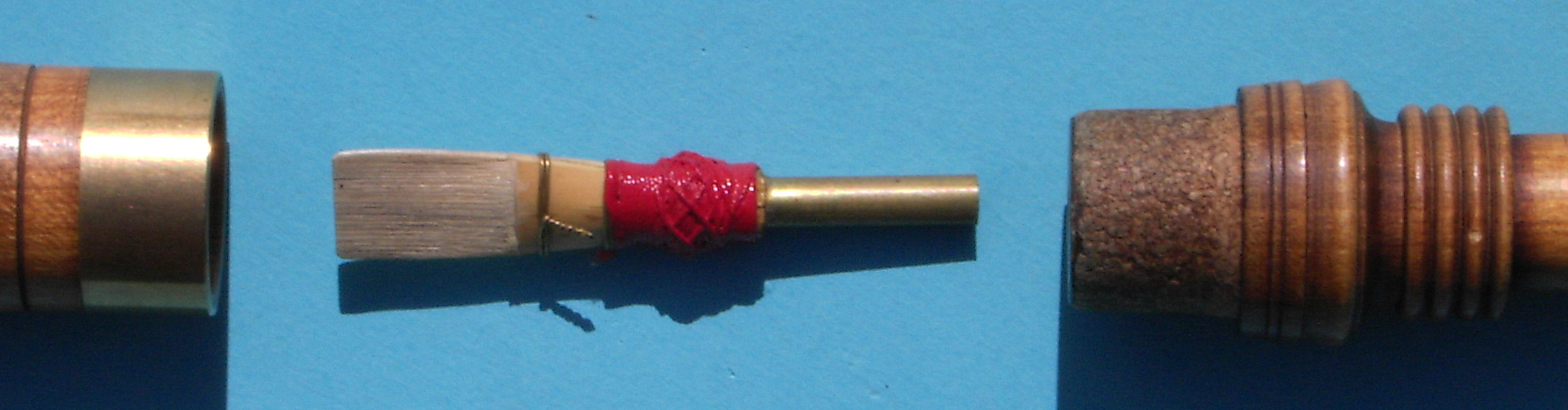
Lengüeta doble de cromorno alto en Fa.

El cromorno, cromormo, cromcorno u orlo es un instrumento de viento madera de lengüeta encapsulada con forma de bastón invertido.
Gozó de popularidad durante el Renacimiento. Con la llegada del siglo XX se produjo un renovado interés por la música antigua, por lo que el instrumento ha vuelto a ser interpretado nuevamente.

## Etimología
Su nombre viene del alemán Krummhorn, que significa "cuerno (-horn) curvo (Krumm-)".

## Descripción
Es un instrumento de lengüeta encapsulada. Su construcción es similar a la del tubo de una gaita. La doble lengüeta se encuentra dentro de una cápsula en el extremo de un tubo largo y fino. El sonido se produce al soplar aire fuerte dentro de la cápsula y la altura del sonido puede modificarse tapando o destapando los orificios a lo largo del tubo con los dedos. Una característica inusual del cromorno es su forma; el extremo se curva hacia arriba, con lo que el instrumento recuerda a una letra "J".
El sonido del instrumento es fuertemente zumbón. Tiene una tesitura limitada, usualmente una octava más una nota. Aunque teóricamente es posible obtener hasta 12 tonos sobre la nota fundamental, ello es extremadamente difícil ya que la lengüeta no está al alcance de la boca. En la práctica, por lo tanto, todos los instrumentistas quedan limitados a la octava fundamental.
Los modelos más grandes extienden su rango hacia el registro grave por medio de agujeros adicionales y llaves, o controlando la presión del aire. A causa de la tesitura limitada, la música para cromorno es usualmente interpretada por un consort de instrumentos de diferente tamaño y tonalidad.

## Familia de cromornos
Al igual que en la mayoría de los consorts renacentistas y luego barrocos, las tonalidades básicas de las familias de instrumentos alternaba entre Do y Fa, variando los miembros, de menor a mayor, una quinta descendente.

## Véase también

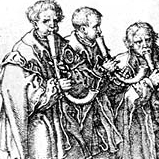
Grabado antiguo - intérpretes de Cromorno.